# Wladimiro De Liguoro
Wladimiro De Liguoro di Presicce (Napoli, 11 ottobre 1893 – Roma, 31 agosto 1968) è stato un attore, regista e direttore della fotografia italiano.

## Biografia
Figlio di Giuseppe e fratello maggiore di Eugenio, dopo la laurea in lettere e filosofia, fu attore cinematografico dal 1912, diretto quasi sempre dal padre.
Nel corso della sua carriera fu anche regista, operatore e montatore. In tutti i suoi film all'epoca del muto girati tra il 1923 e il 1928, il De Liguoro diresse la moglie Rina, sposata nel 1918 e dalla quale ebbe una figlia, Regana, anch'ella futura attrice.
Nel periodo sonoro diresse soltanto due film, Il solitario della montagna (1931) e Undercover Woman (1938) girato negli Stati Uniti, prodotto dalla Metro Goldwyn Mayer e destinato al mercato spagnolo.
Rientrato in Italia assieme alla moglie nel 1939, abbandonò il cinema per dedicarsi all'insegnamento della recitazione.

## Filmografia

### Attore

Wladimiro De Liguoro

- La statua di carne, regia di Giuseppe De Liguoro (1912)
- Giuseppe Verdi nella vita e nella gloria, regia di Giuseppe De Liguoro (1913)
- L'appuntamento, regia di Giuseppe De Liguoro (1914)
- La danza del diavolo, regia di Giuseppe De Liguoro (1914)
- La coppa avvelenata, regia di Enrico Sangermano (1915)
- Patria mia!, regia di Giuseppe De Liguoro (1915)
- Rabagas, regia di Gaston Ravel (1922)

### Regista
- L'ombra, la morte, l'uomo (1923)
- Bufera (1926)
- Quello che non muore (1926)
- La bella corsara (1928) - regia e sceneggiatura
- Il solitario della montagna (1931)

### Direttore della fotografia
- Il canto di Circe, regia di Giuseppe De Liguoro (1920)
- L'uomo della rosa, regia di Max Gallotti (1921)